# Musée des cloches de Valdaï
Le musée des cloches (Музей колоколов), ouvert en 1995, est un musée de Russie situé à Valdaï, une ville de l'Oblast de Novgorod réputée pour la fabrication de cloches et de grelots pour les chevaux. Il est rattaché au musée-réserve de Novgorod.

## Architecture
Le musée a été aménagé à l'intérieur de l'ancienne église Sainte-Catherine, dédiée à la martyre Catherine d'Alexandrie. L'édifice a été construit à l'aide de fonds alloués par Catherine II de Russie et faisait partie d'un palais où séjournait l'impératrice lorsqu'elle se déplaçait entre Moscou et Saint-Pétersbourg. Les services religieux y étaient extrêmement rares.
Connue sous le nom de « rotonde de Lvov », elle a été construite en 1793 selon les plans de Nikolaï Lvov. Elle est considérée comme un fleuron de l'architecture russe du XVIIIe siècle.
En 1920, elle obtient le statut de monument protégé par l'État. Elle est ainsi restaurée entre 1959 et 1961. À partir de 1970, elle abrite d'abord la section de Valdaï du musée-réserve de Novgorod, avant de devenir un musée à part entière, inauguré en 1995. 

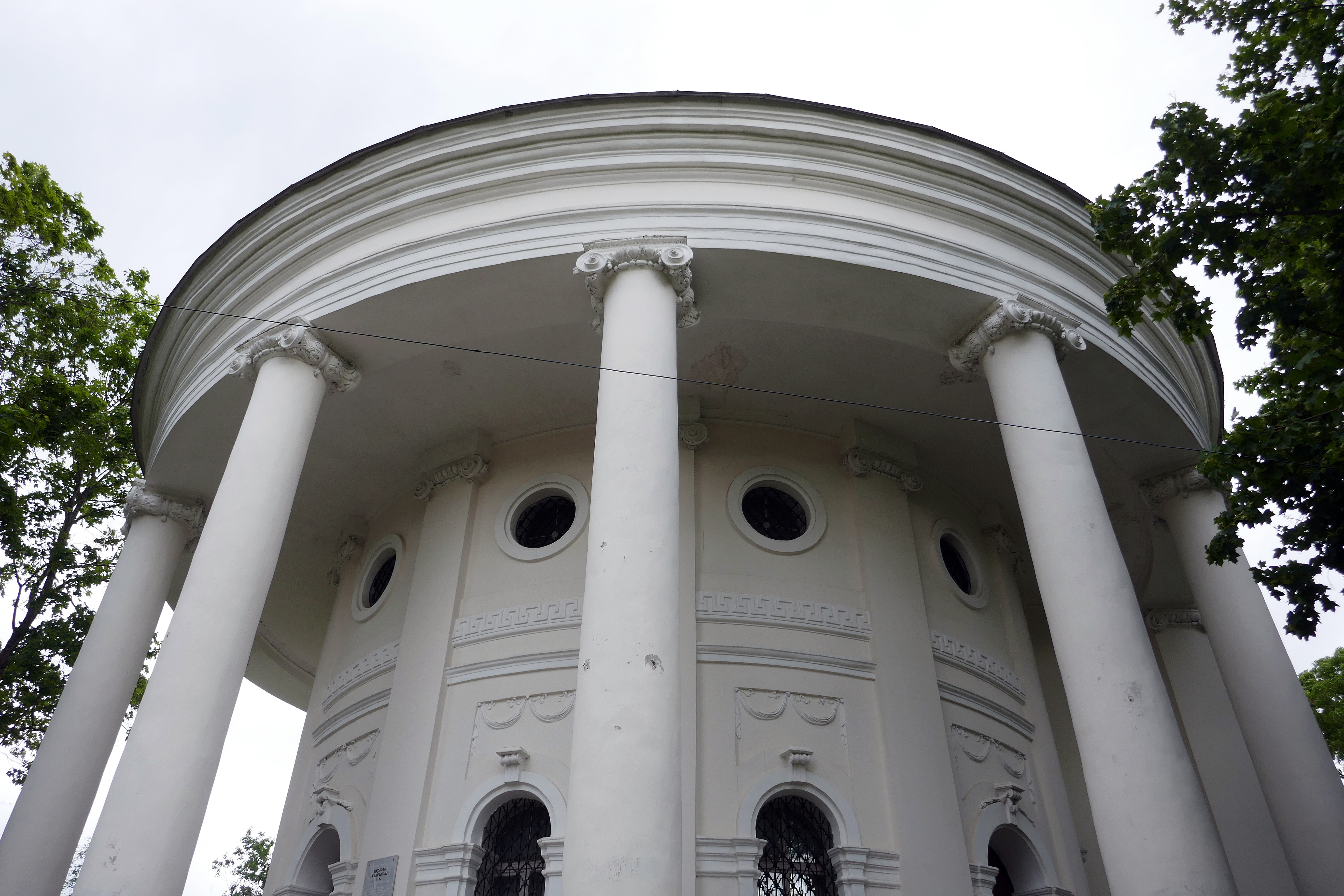
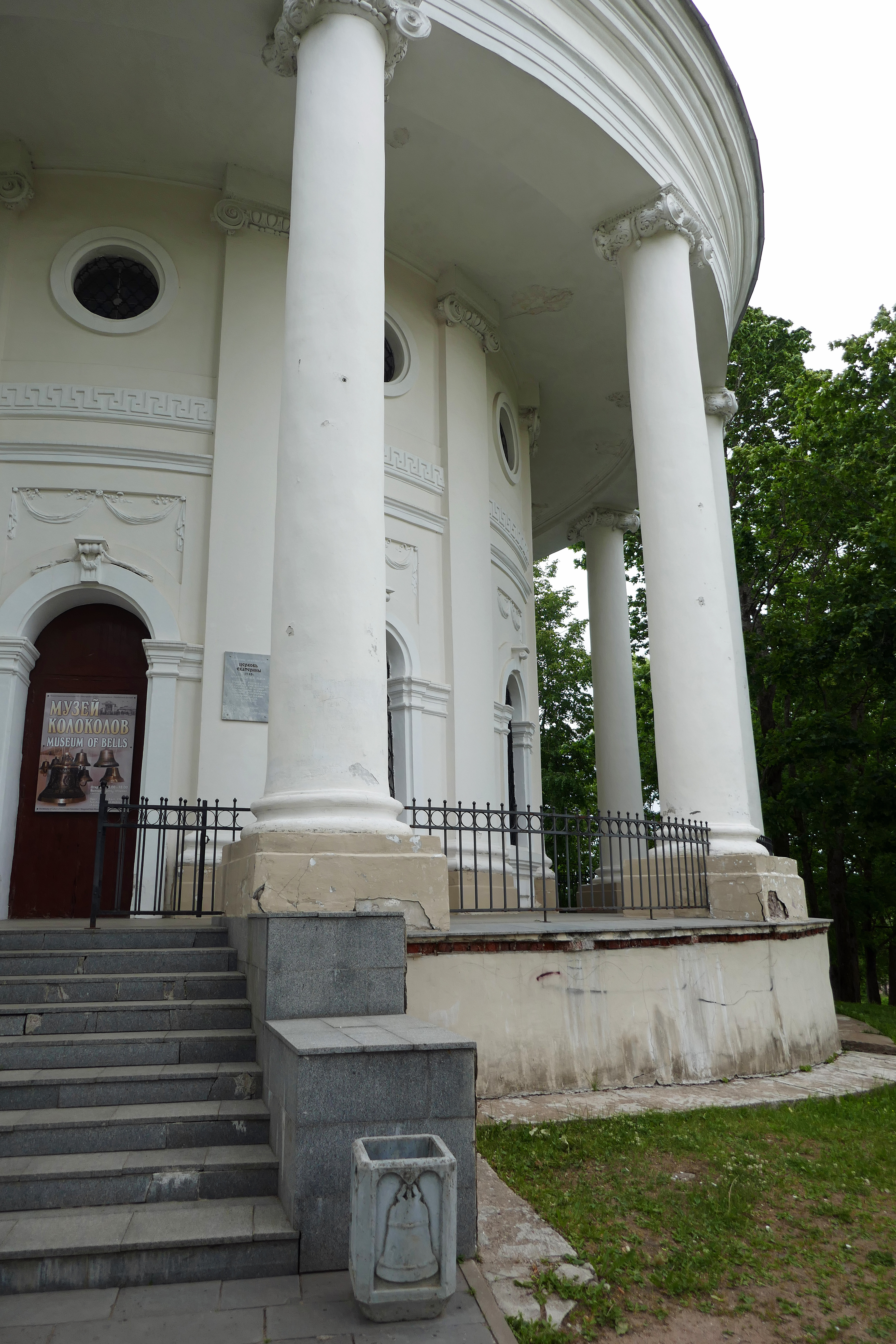
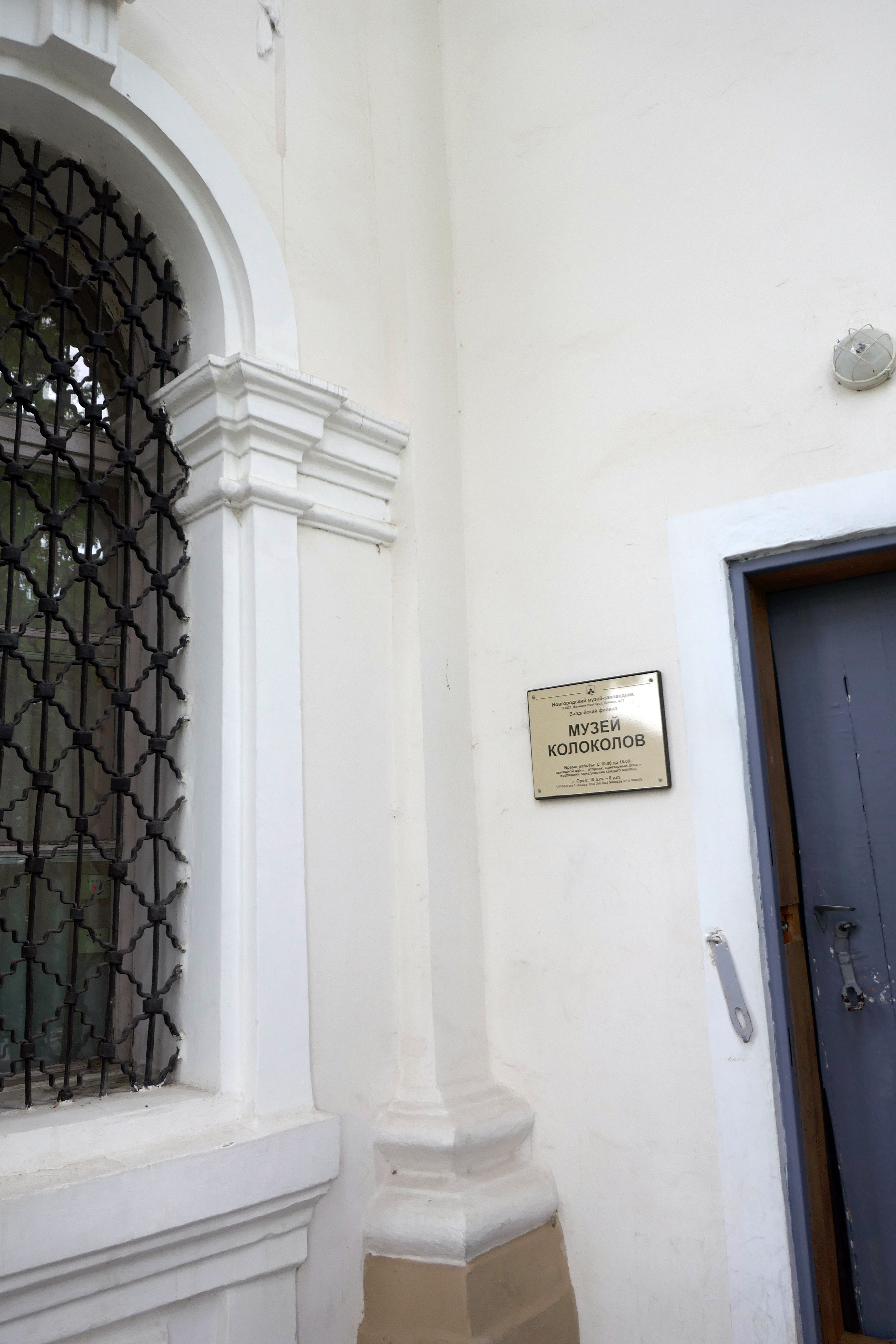
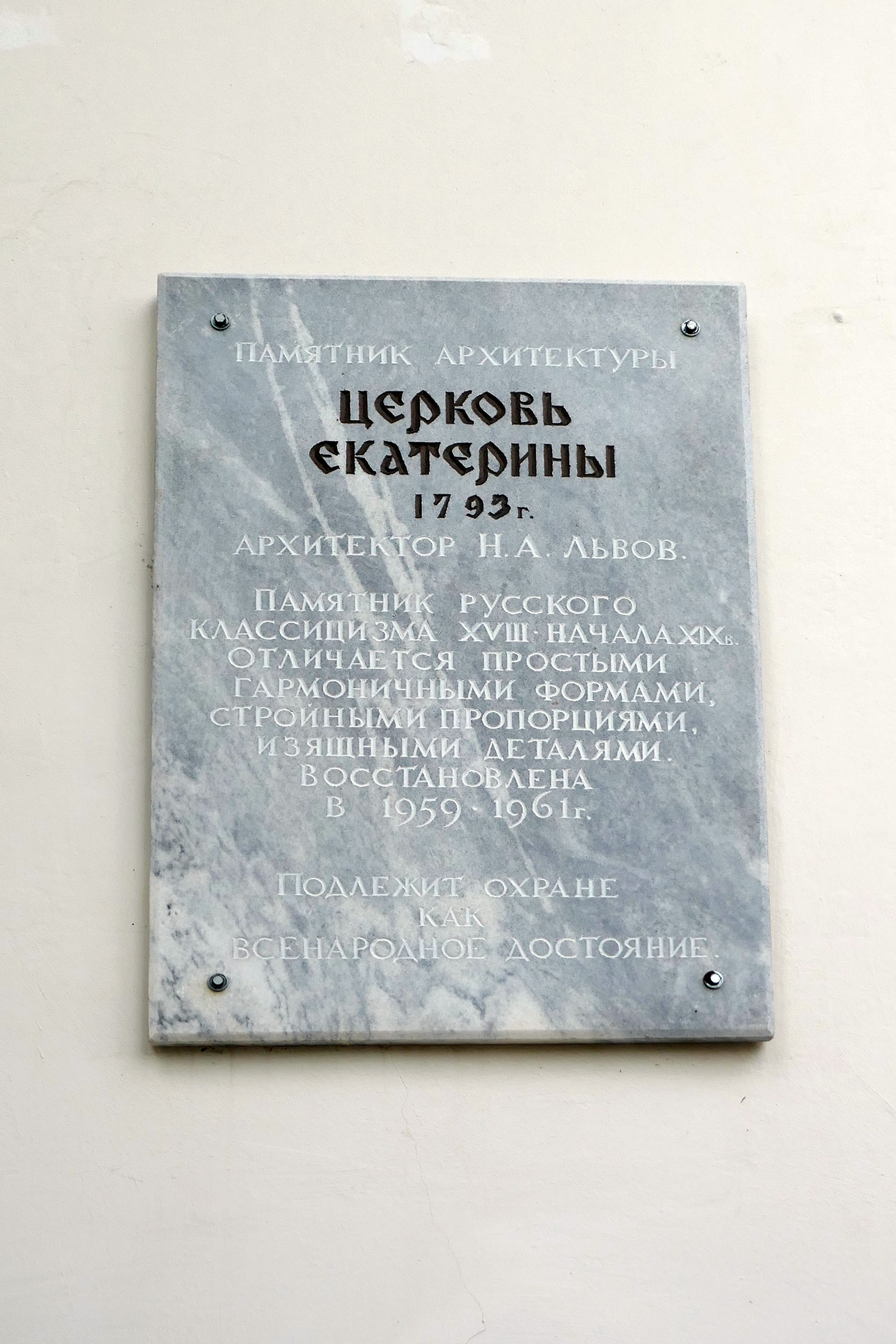

## Collections
Le musée comporte en réalité deux bâtiments. Le premier, aménagé dans l'ancienne église, présente les cloches en usage dans la région. Le second est consacré à l'histoire et à la fabrication des cloches dans le monde entier.

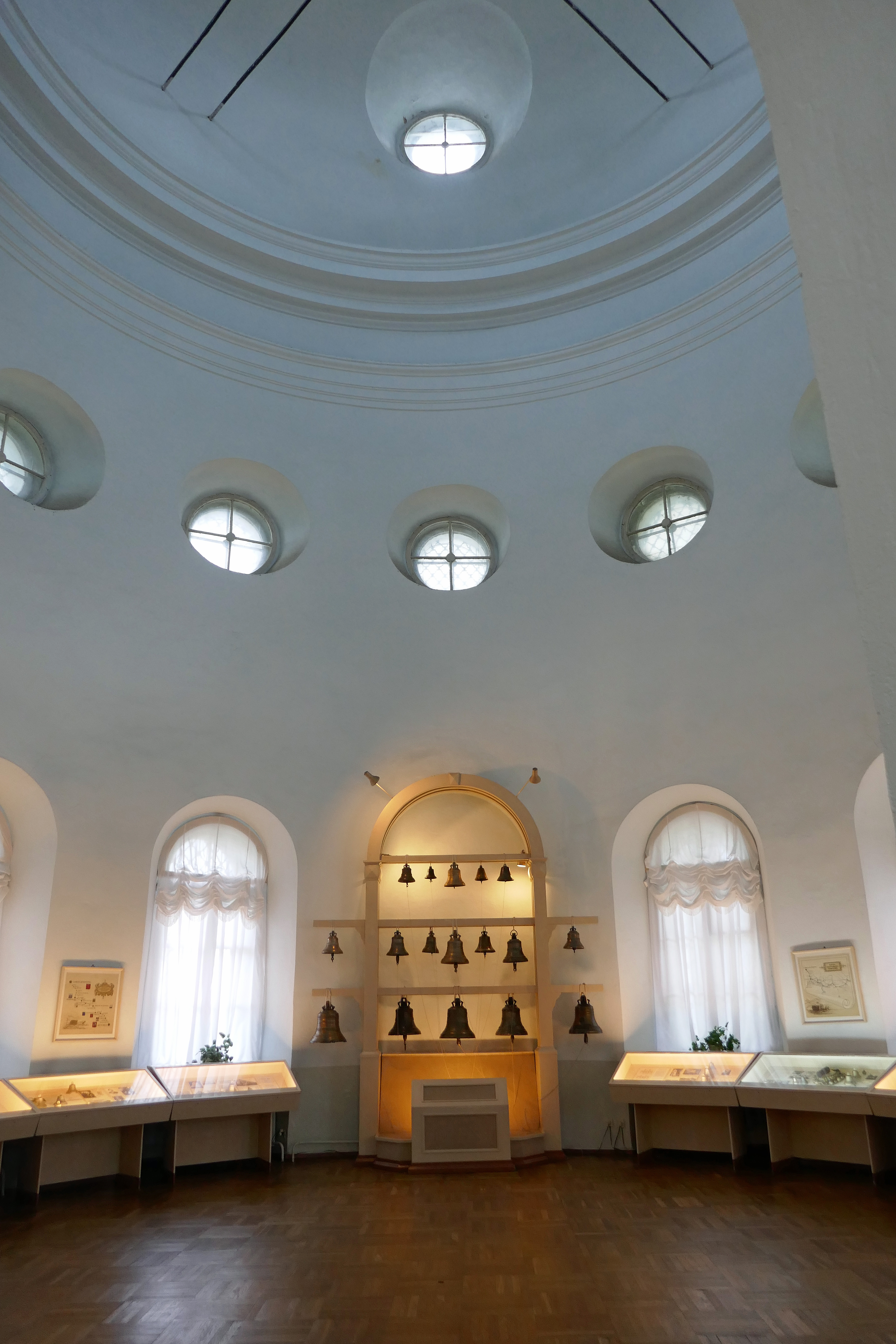
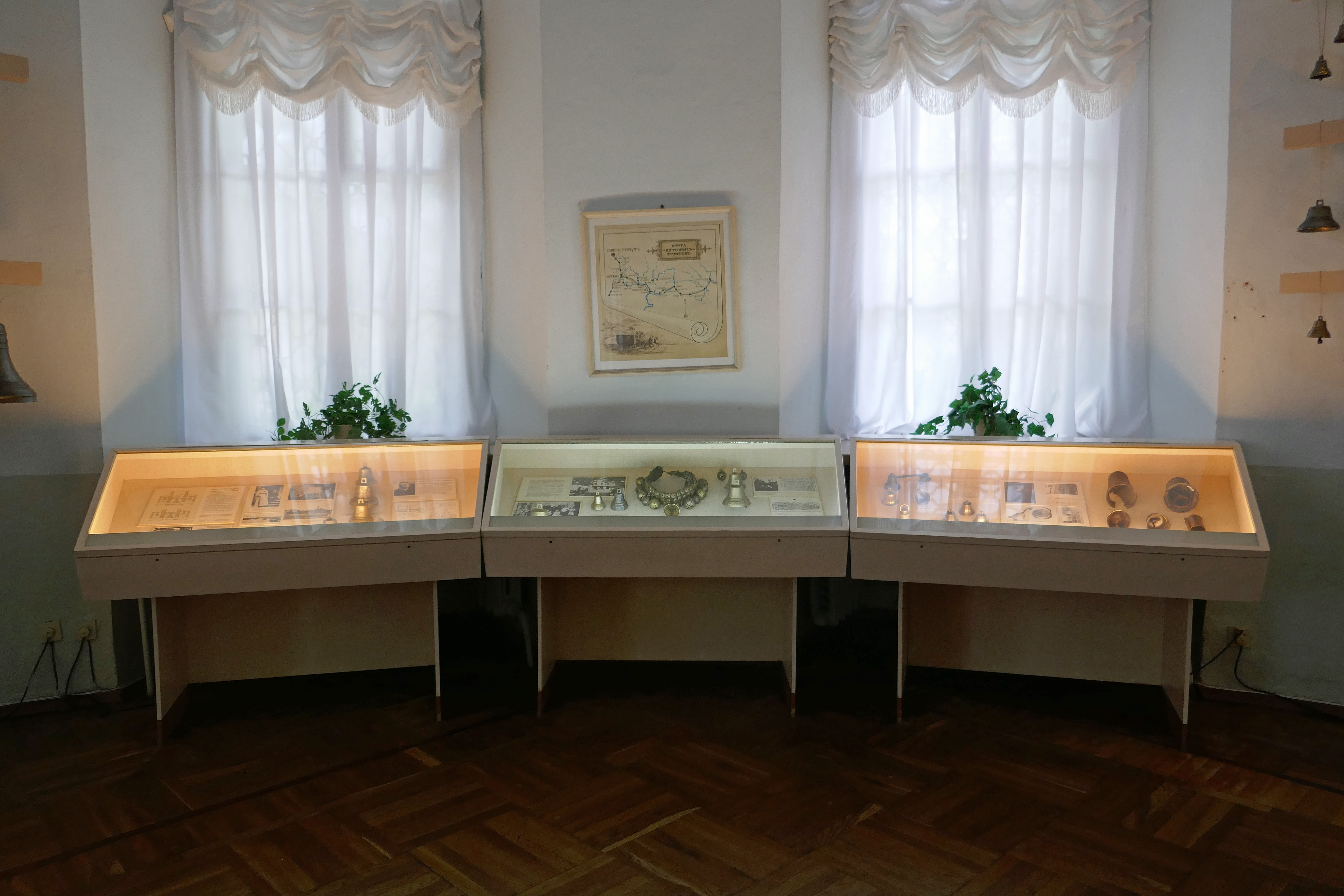
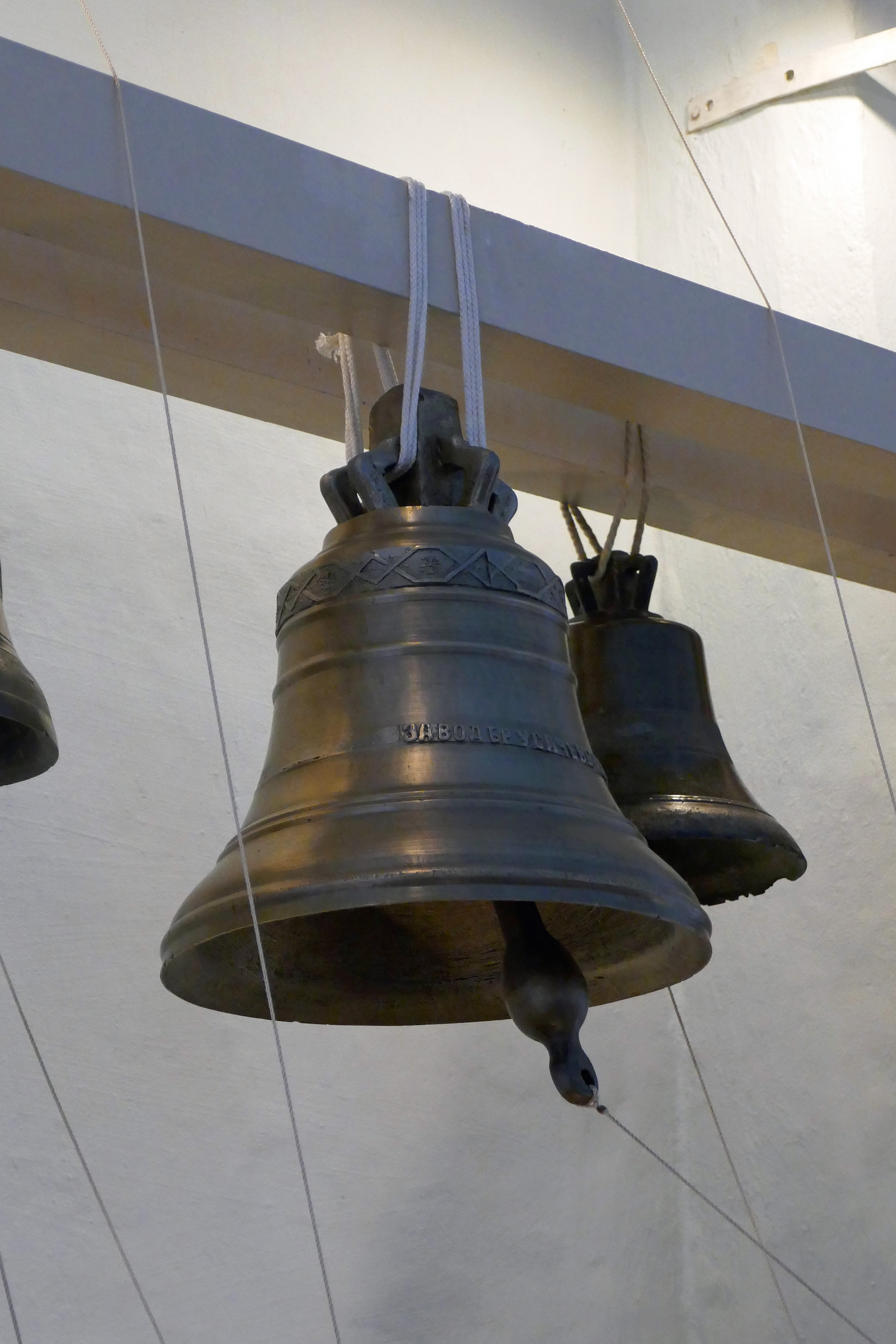
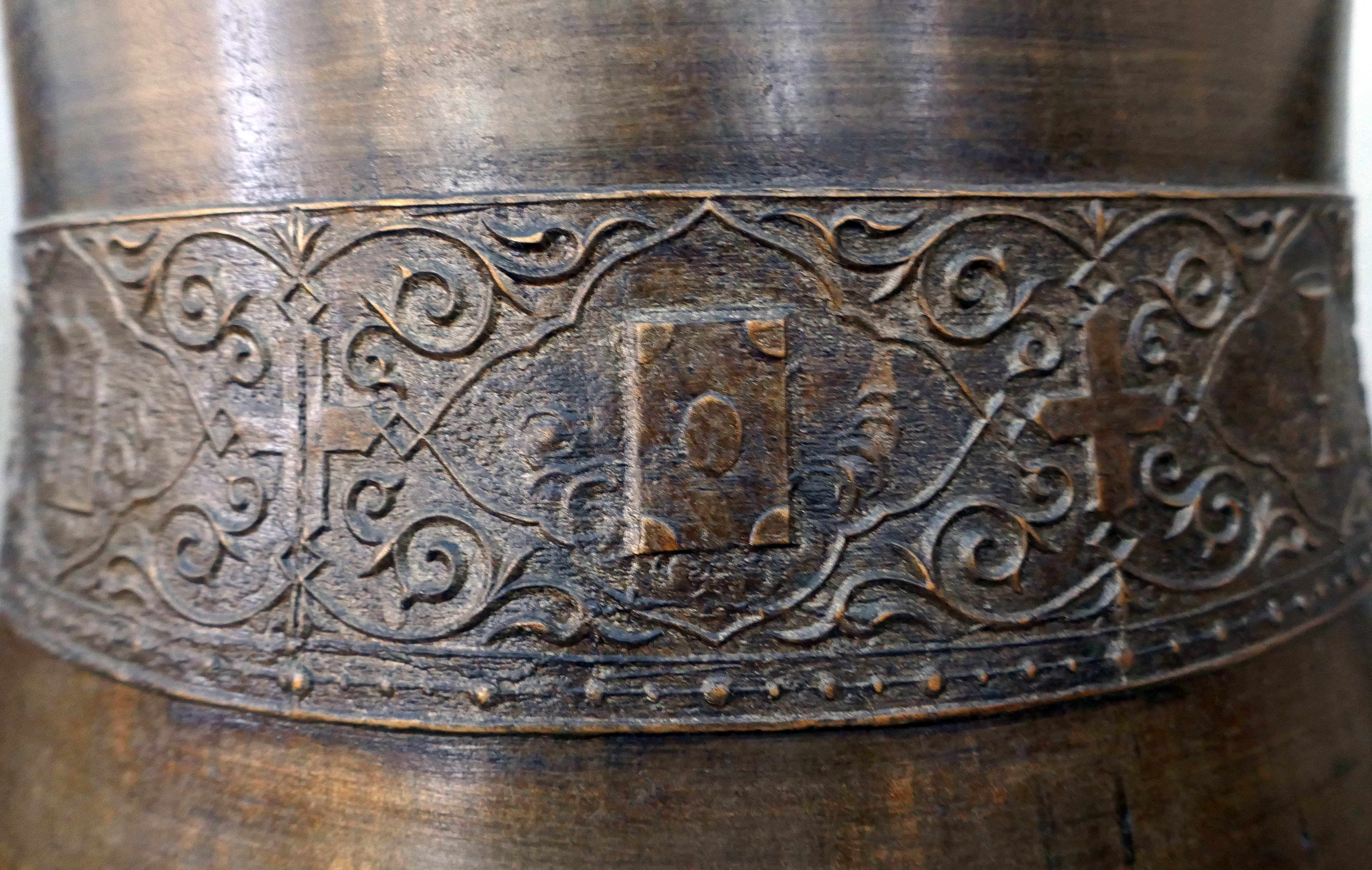
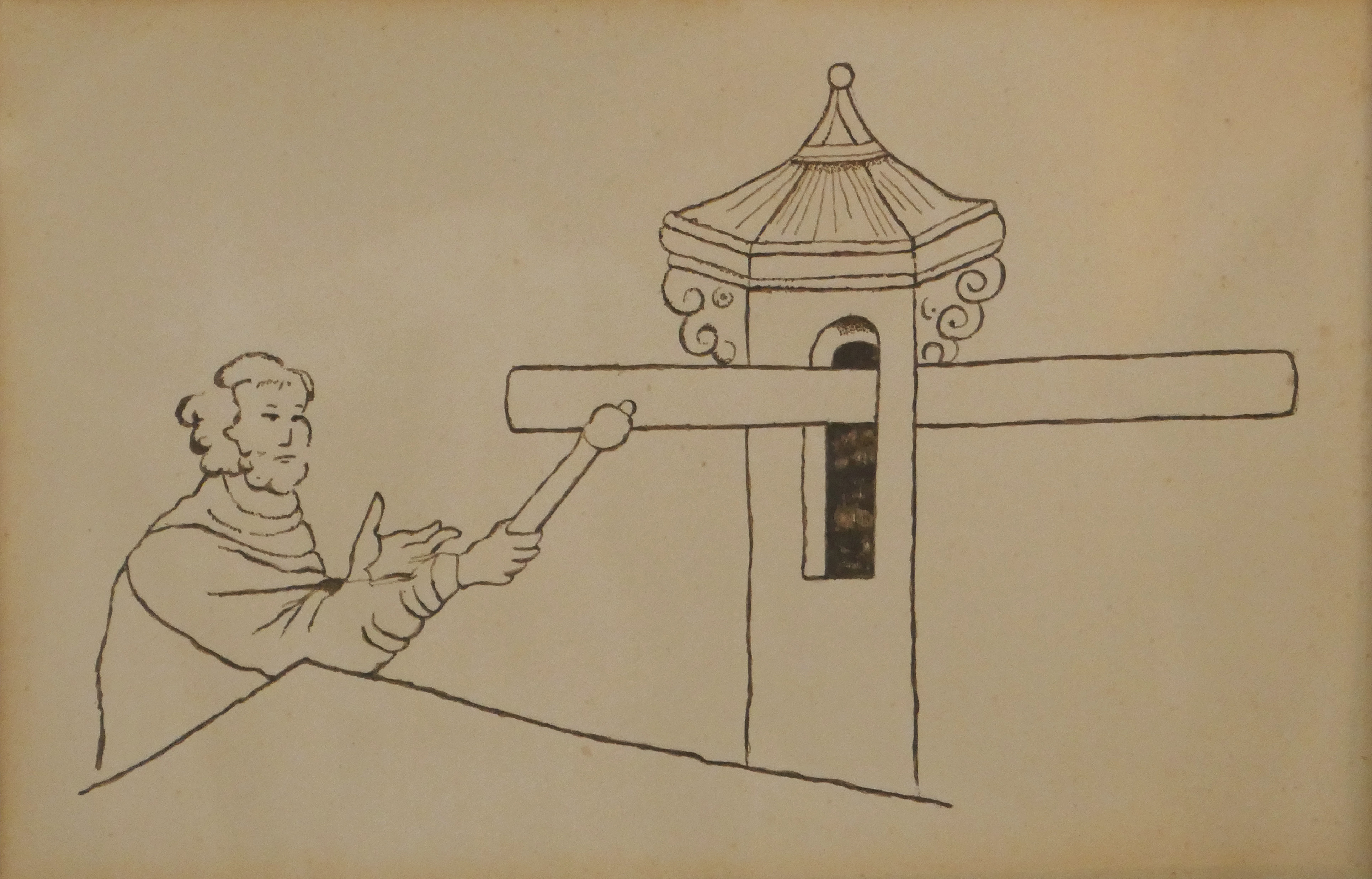